# Mimathyma
Mimathyma — род дневных бабочек из семейства Нимфалиды, распространённых в Азии. На территории России обитает один вид рода - Радужница Шренка.
Бабочки средних и крупных размеров. Голова с голыми глазами (без волосков), губные щупики покрыты чешуйками. Усики с постепенно утолщающейся булавой. Центральные ячейки передних и задних крыльев не замкнуты. На передних крыльях жилки R1, R2 не ветвятся и берут начало от центральной ячейки. R3, R4, R5 имеют общий ствол, который также начинается от центральной ячейки. Жилки R1 и R2 выходят к костальному (переднему) краю переднего крыла, жилка R3 к вершине, а жилки R4 и R5 к наружному краю.

## Виды
- Mimathyma ambica (Kollar, [1844])
- Mimathyma chevana (Moore, [1865])
- Mimathyma nycteis (Ménétriès, 1859)
- Mimathyma schrenckii (Ménétriès, 1858)